# Prima donne e bambini

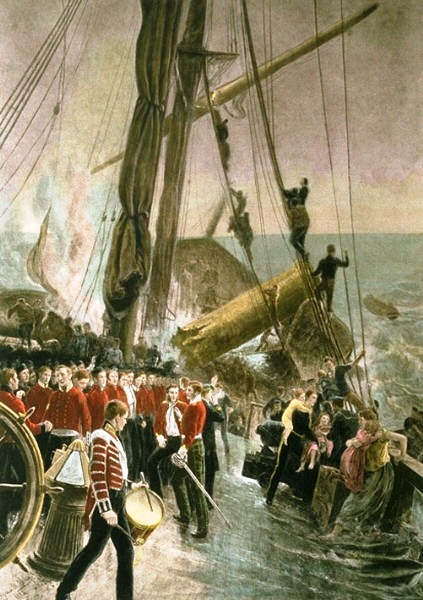
Dipinto di Thomas Hemy con i soldati inquadrati sull'attenti a bordo della HMS Birkenhead mentre, in secondo piano, le donne e i bambini salgono sulla lancia di salvataggio.

L'espressione «prima donne e bambini» indica una consuetudine cavalleresca secondo cui le donne e i bambini devono essere messi per primi in condizioni di sicurezza nel caso in cui ci si trovi in una situazione di pericolo di vita.
Tale modo di dire divenne famoso in quanto associato al naufragio del RMS Titanic nel 1912, anche se il primo uso documentato riguarda il naufragio del HMS Birkenhead nel 1852.

## Storia
La pratica nacque dal cavalleresco comportamento tenuto dai soldati durante il naufragio, avvenuto il 26 febbraio 1852, della nave da trasporto truppe HMS Birkenhead, che fu immortalato sui giornali e dipinti del tempo e in poesie come Soldier an' Sailor Too di Rudyard Kipling. Il comandante ordinò infatti alle donne e ai bambini a bordo (20 in tutto) di salire sull'unica lancia di salvataggio disponibile, salvandoli, mentre gli uomini rimasero sul ponte di coperta fino alla completa sommersione della nave. Solo circa il 25% degli uomini sopravvisse al naufragio, tra cui nessuno degli ufficiali.
La frase specifica fece la sua prima apparizione nel 1860 in un romanzo di William Douglas O'Connor dal titolo Harrington: A True Story of Love. Anche se non fa parte del diritto internazionale marittimo, la frase ed il relativo modo di agire divennero popolari in quanto furono utilizzati nel più celebre disastro navale di sempre, l'affondamento del transatlantico RMS Titanic, entrato in collisione con un iceberg nella notte tra il 14 ed il 15 aprile 1912; in tale circostanza, come conseguenza di questa pratica, voluta dal comandante Edward Smith, furono salvati il 74% delle donne e il 52% dei bambini a bordo, ma solo il 20% degli uomini.
Sul Titanic, tuttavia, l'ordine di Smith venne frainteso dal secondo ufficiale Charles Lightoller, il quale impedì totalmente agli uomini di salire a bordo delle lance di salvataggio, arrivando anche a sparare alla folla; di fatto il comandante aveva chiesto di far salire le donne e i bambini per primi e di assegnare gli eventuali spazi rimasti liberi agli uomini, come fece invece il primo ufficiale William McMaster Murdoch. A causa di ciò, gli uomini che si salvarono furono pochi e vennero inizialmente etichettati come codardi. Tra di essi vi furono Joseph Bruce Ismay, amministratore delegato della compagnia navale White Star Line, e Cosmo Duff-Gordon, atleta olimpico britannico.

## Ipotesi sulla reale applicazione
Nel 2005 alcuni autori, analizzando le origini e gli sviluppi nell'applicazione della norma sociale in oggetto, hanno ipotizzato che la pratica di salvare prima le donne e i più piccoli  in contesti d'urgenza possa rappresentare un mezzo per marcare la differenza di sesso e giustificare in qualche misura la disuguaglianza uomo-donna anche in chiave sociale. Secondo uno studio svedese, pubblicato nel 2011, la consuetudine sarebbe, tuttavia, tanto nota quanto inapplicata, valendo maggiormente, in certe situazioni di pericolo, il modo di dire «si salvi chi può», che non prevede distinzioni di alcun tipo su chi debba salvarsi ed in che modo.
In particolare, esaminando 16 naufragi che si sono verificati tra il 1852 e il 2011, si è evidenziato come il tasso di sopravvivenza delle donne sia appena la metà di quello degli uomini nell'ambito del predetto campione, mentre il tasso di mortalità infantile sia addirittura il più alto. Secondo lo stesso studio, sarebbero le scelte del capitano della nave a determinare l'eventuale trattamento preferenziale in favore di donne e bambini durante la situazione di pericolo. Inoltre non sempre i primi a mettersi in salvo hanno maggiori garanzie di salvezza: ad esempio nel 1904, nel naufragio del Clallam, la fretta dell'evacuazione portò alla morte di tutte le donne e i bambini a bordo.